# Joker Bianchi/2008
Deze pagina geeft een overzicht van de Joker Bianchi-wielerploeg in 2008.

## Algemeen
Algemeen manager: Birger Hungerholdt
Ploegleiders: Stig Kristiansen, Anders Linnestad, Gino van Oudehove
Fietsmerk: Bianchi

## Renners
| Naam                 | Geboortedatum | Nationaliteit | Ploeg 2007 |
| -------------------- | ------------- | ------------- | ---------- |
| Joachim Bohler       | 19-07-1980    | Noorwegen     |            |
| Ole Haavardsholm     | 18-07-1989    | Noorwegen     | Neoprof    |
| Alexander Kristoff   | 05-06-1987    | Noorwegen     |            |
| Lars Petter Nordhaug | 14-05-1984    | Noorwegen     |            |
| Stian Sommerseth     | 24-05-1985    | Noorwegen     |            |
| Sten Stenersen       | 15-08-1988    | Noorwegen     |            |
| Ingar Stokstad       | 16-12-1989    | Noorwegen     | Neoprof    |
| Svein Erik Vold      | 31-10-1985    | Noorwegen     |            |
| Frederik Wilmann     | 17-07-1985    | Noorwegen     |            |

## Belangrijke overwinningen
| Ronde van Bretagne 7e etappe: Frederik Wilmann | Olympia's Tour 2e etappe: Joachim Bohler | Ringerike GP 3e etappe: Joachim Bohler 4e etappe: Alexander Kristoff |